# Никада нећу бити твоја
Никада нећу бити твоја (енгл. I Could Never Be Your Woman) је романтична драма из 2007. са Мишел Фајфер у главној улози. У филму се ради о средовечној жени која се заљубљује у младића, док истовремено њена кћерка проживљава прва љубавна искуства.

## Улоге
| Глумац       | Улога         |
| ------------ | ------------- |
| Мишел Фајфер | Роузи Хенсон  |
| Серша Ронан  | Изи           |
| Пол Рад      | Адам          |
| Трејси Улман | Мајка Природа |
| Џон Лавиц    | Нејтан        |